# Jörg Hoffmann
Jörg Hoffmann (Schwedt, 29 gennaio 1970) è un ex nuotatore tedesco.
Specializzato nello stile libero ha vinto la medaglia di bronzo nei 1500 m sl alle Olimpiadi di Barcellona 1992.

## Palmarès
- Olimpiadi

Barcellona 1992: bronzo nei 1500m sl.
- Mondiali

Perth 1991: oro nei 400m sl e nei 1500m sl.
- Mondiali in vasca corta

Palma di Majorca 1993: argento nei 1500m sl e nella 4x200m sl.
Rio de Janeiro 1995: argento nei 400m sl e nella 4x200m sl e bronzo nei 1500m sl.
Göteborg 1997: argento nei 1500m sl.
Atene 2000: oro nei 1500m sl.
- Europei

Bonn 1989: oro nei 1500m sl.
Atene 1991: oro nei 1500m sl e bronzo nella 4x200m sl.
Sheffield 1993: oro nei 1500m sl e argento nella 4x200m sl.
Vienna 1995: oro nei 1500m sl.
- Europei in vasca corta

Lisbona 1999: argento nei 400m sl e nei 1500m sl.
Anversa 2001: oro nei 1500m sl e argento nei 400m sl.
- Vincitore della Coppa del Mondo delle distanze lunghe sl nel 1996, nel 1997, nel 1998 e nel 1999